# Volmunster
Ne doit pas être confondu avec Valmunster
Volmunster [vɔlmœ̃stɛʁ] est une commune française située dans le département de la Moselle, en Lorraine, dans la région administrative Grand Est. Le village fait partie du pays de Bitche et du bassin de vie de la Moselle-Est.

## Géographie

### Localisation
La commune est à 2,9 km d'Omersviller et 10,9 de Bitche.

### Géologie et relief
Le bourg de Volmunster se situe dans la vallée de la Schwalb, en pays découvert.
La commune se compose de 79,73 hectares de territoires artificialisés (5,35 %), 1 326,33 hectares de territoires agricoles (89,08 %) et 82,50 hectares de forêts et milieux semi-naturels (5,54 %).
Espaces naturels :
- Trois espaces protégés hors Natura 2000 Vosges du Nord :

Réserve de Biosphère, zone tampon,
Réserve de Biosphère, zone de transition,
Parc naturel régional.
- Deux zones naturelles d'intérêt écologique, faunistique et floristique (Znieff) :

Vergers de Loutzviller et d'Eschviller,
Ruisseau Baechelbach à Volmunster.
- Site bioarchéologique :

Ferme de Nasswald (la).

### Écarts et lieux-dits
- Eschviller
- Weiskirch

Système d’information pour la gestion des eaux souterraines du bassin Rhin-Meuse.
Le village fait partie du Parc naturel régional des Vosges du Nord.

### Sismicité
Commune située dans une zone de sismicité 2 faible.

### Climat
Pour des articles plus généraux, voir Climat du Grand Est et Climat de la Moselle.
En 2010, le climat de la commune est de type climat des marges montargnardes, selon une étude du Centre national de la recherche scientifique s'appuyant sur une série de données couvrant la période 1971-2000. En 2020, Météo-France publie une typologie des climats de la France métropolitaine dans laquelle la commune est exposée à un climat semi-continental et est dans la région climatique  Vosges, caractérisée par une pluviométrie très élevée (1 500 à 2 000 mm/an) en toutes saisons et un hiver rude (moins de 1 °C). 
Pour la période 1971-2000, la température annuelle moyenne est de 10 °C, avec une amplitude thermique annuelle de 17 °C. Le cumul annuel moyen de précipitations est de 884 mm, avec 11,6 jours de précipitations en janvier et 9,6 jours en juillet. Pour la période 1991-2020, la température moyenne annuelle observée sur la station météorologique installée sur la commune est de 10,2 °C et le cumul annuel moyen de précipitations est de 760,1 mm. 
La température maximale relevée sur cette station est de 37,6 °C, atteinte le 25 juillet 2019 ; la température minimale est de −18,6 °C, atteinte le 24 décembre 2001,,. 
| Mois                                  | jan.           | fév.           | mars           | avril         | mai           | juin         | jui.          | août          | sep.         | oct.          | nov.          | déc.           | année      |
| ------------------------------------- | -------------- | -------------- | -------------- | ------------- | ------------- | ------------ | ------------- | ------------- | ------------ | ------------- | ------------- | -------------- | ---------- |
| Température minimale moyenne (°C)     | −0,9           | −0,5           | 1,7            | 4,8           | 8,4           | 11,8         | 13,7          | 13,5          | 9,8          | 7             | 3,1           | 0,2            | 6          |
| Température moyenne (°C)              | 1,4            | 2,5            | 5,9            | 10            | 13,6          | 17,4         | 19,3          | 18,7          | 14,8         | 10,7          | 5,8           | 2,4            | 10,2       |
| Température maximale moyenne (°C)     | 3,8            | 5,5            | 10             | 15,2          | 18,7          | 22,9         | 24,8          | 24            | 19,7         | 14,5          | 8,4           | 4,6            | 14,3       |
| Record de froid (°C) date du record   | −15,5 06.01.02 | −16,5 05.02.12 | −15,5 01.03.05 | −6,2 08.04.03 | −1,5 05.05.19 | 2,7 08.06.05 | 5,8 31.07.15  | 4 11.08.16    | 1,5 17.09.08 | −6,2 29.10.12 | −6,4 30.11.16 | −18,6 24.12.01 | −18,6 2001 |
| Record de chaleur (°C) date du record | 14,6 01.01.22  | 21,5 27.02.19  | 24 30.03.21    | 28,5 28.04.12 | 30,8 28.05.17 | 35 26.06.19  | 37,6 25.07.19 | 37,4 04.08.22 | 33 15.09.20  | 26,9 13.10.23 | 21,1 02.11.20 | 15,7 31.12.22  | 37,6 2019  |
| Ensoleillement (h)                    | 498            | 769            | 1 601          | 2 054         | 2 177         | 2 405        | 2 459         | 2 123         | 1 726        | 1 053         | 52            | 396            | 17 778     |
| Précipitations (mm)                   | 67             | 56,5           | 55,6           | 41,3          | 70,1          | 60,3         | 66,2          | 76,7          | 55,3         | 65,1          | 66,7          | 79,3           | 760,1      |

| Diagramme climatique                                  |             |           |             |             |              |              |            |             |           |            |            |
| J                                                     | F           | M         | A           | M           | J            | J            | A          | S           | O         | N          | D          |
| 3,8−0,967                                             | 5,5−0,556,5 | 101,755,6 | 15,24,841,3 | 18,78,470,1 | 22,911,860,3 | 24,813,766,2 | 2413,576,7 | 19,79,855,3 | 14,5765,1 | 8,43,166,7 | 4,60,279,3 |
| Moyennes : • Temp. maxi et mini °C • Précipitation mm |             |           |             |             |              |              |            |             |           |            |            |

Les paramètres climatiques de la commune ont été estimés pour le milieu du siècle (2041-2070) selon différents scénarios d'émission de gaz à effet de serre à partir des nouvelles projections climatiques de référence DRIAS-2020. Ils sont consultables sur un site dédié publié par Météo-France en novembre 2022.

### Hydrographie et les eaux souterraines
La commune est située dans le bassin versant du Rhin au sein du bassin Rhin-Meuse. Elle est drainée par le Schwalbach, le ruisseau Backelbach, le ruisseau Burbach et le ruisseau le Bachelbach,.
Le Schwalbach, d'une longueur totale de 23,4 km en France, prend sa source dans la commune de Lemberg traverse onze communes françaises puis, au-delà de Schweyen, poursuit son cours en Allemagne où elle se jette dans la Horn.

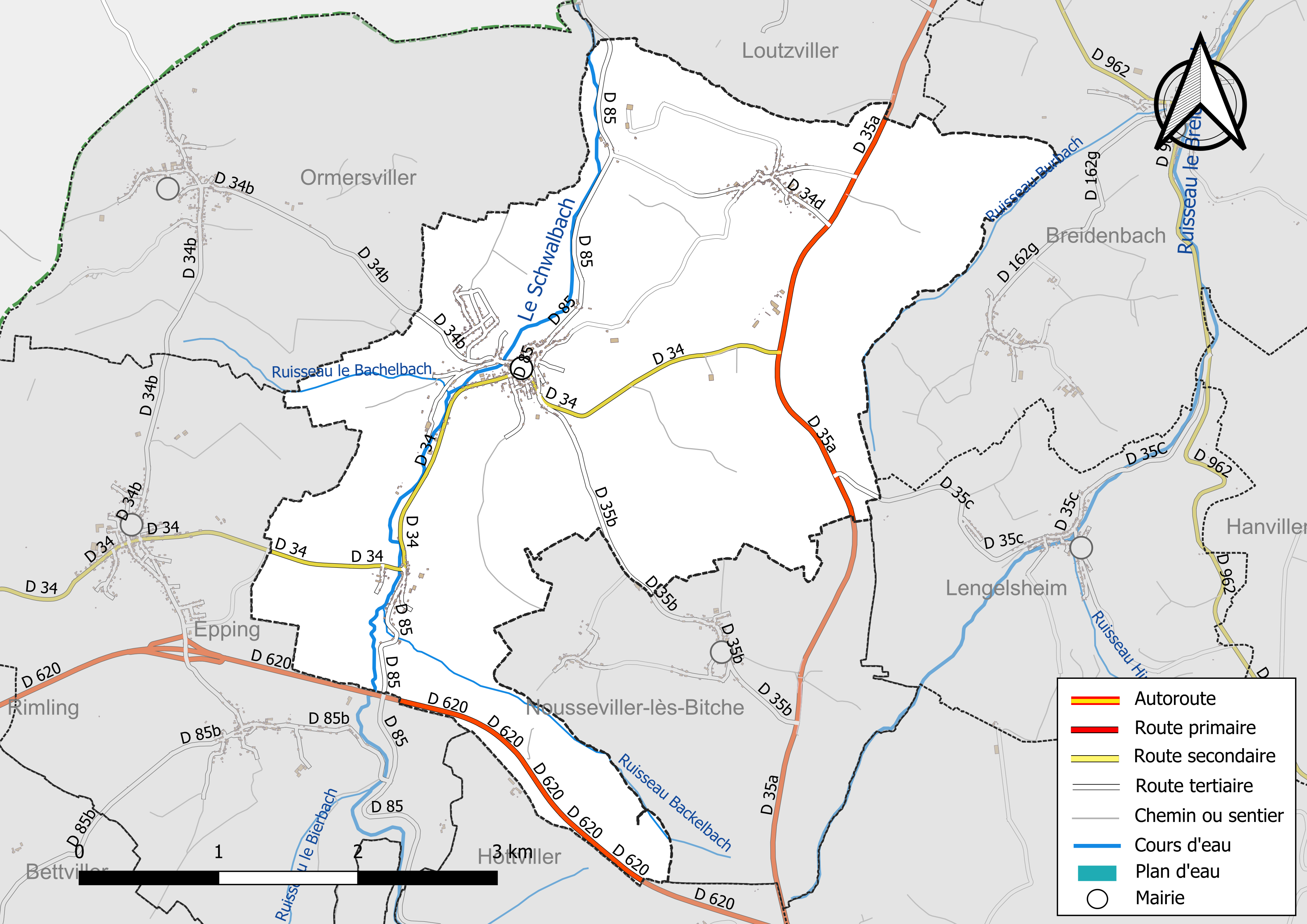
Réseaux hydrographique et routier de Volmunster.

La qualité des eaux des principaux cours d’eau de la commune, notamment du Schwalbach, peut être consultée sur un site dédié géré par les agences de l’eau et l’Agence française pour la biodiversité.

## Urbanisme

### Typologie
Au 1er janvier 2024, Volmunster est catégorisée commune rurale à habitat dispersé, selon la nouvelle grille communale de densité à sept niveaux définie par l'Insee en 2022.
Elle est située hors unité urbaine et hors attraction des villes,.

### Occupation des sols
L'occupation des sols de la commune, telle qu'elle ressort de la base de données européenne d’occupation biophysique des sols Corine Land Cover (CLC), est marquée par l'importance des territoires agricoles (89 % en 2018), en diminution par rapport à 1990 (91,2 %). La répartition détaillée en 2018 est la suivante : 
terres arables (51,5 %), zones agricoles hétérogènes (19,9 %), prairies (12,1 %), forêts (5,7 %), zones urbanisées (5,4 %), cultures permanentes (5,4 %). L'évolution de l’occupation des sols de la commune et de ses infrastructures peut être observée sur les différentes représentations cartographiques du territoire : la carte de Cassini (XVIIIe siècle), la carte d'état-major (1820-1866) et les cartes ou photos aériennes de l'IGN pour la période actuelle (1950 à aujourd'hui).

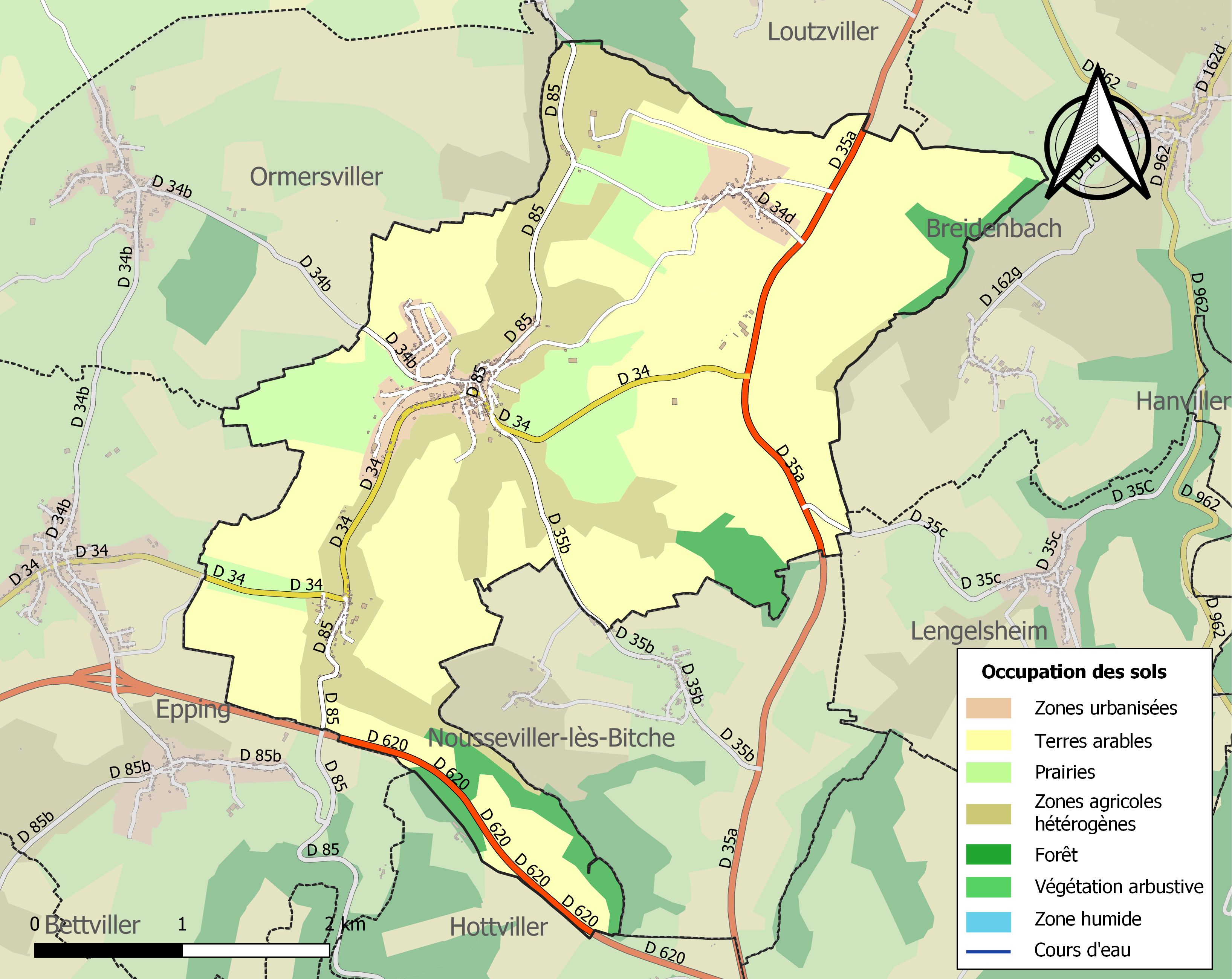
Carte des infrastructures et de l'occupation des sols de la commune en 2018 (CLC).

## Toponymie
- Wolminschter en francique lorrain[27].
- Signifie église de Walo[28] ou Willo.
- Anciens noms[29] : Valmunster (1150), Walimnister/Walmnister/Walmunster (1544), Wolminster (1681), Vollmunster (1771), Volmunster de Bitche (1779), Wolmunster (carte de l'état-major), Volminster (1801).
- Anciens surnoms designant les habitants : Die Mohren (les truies), c’est l'élevage intensif de porcs qui est à l’origine de ce surnom.  Die Wicke-Wacke (les faiseurs d’embarras, les hommes empressés, les têtes évaporées)[30].

### Weiskirch
Weiskerch (1030), Wyskerch (1037), Weiskirchen (1353), Weisckrich (1594), Weiskirken (1756), Weiskirch (1771), Weiskircken (carte Cassini).

### Eschviller
Eckeswilre (1271), Ecksiwilre (1271), Egkiswilre (1274), Exkeswilre et Hexkewilre (1296), Eschweiller (1594), Eschweiler (1772).

## Histoire
Le village a un passé ancien, comme en témoignent plusieurs sites gallo-romains découverts sur son ban. Le village est mentionné pour la première fois au XIe siècle sous la forme Wilmonstre, qui évoluera en Wilmunster, du nom d'homme germanique Willo et du substantif Munster (de), le monastère.

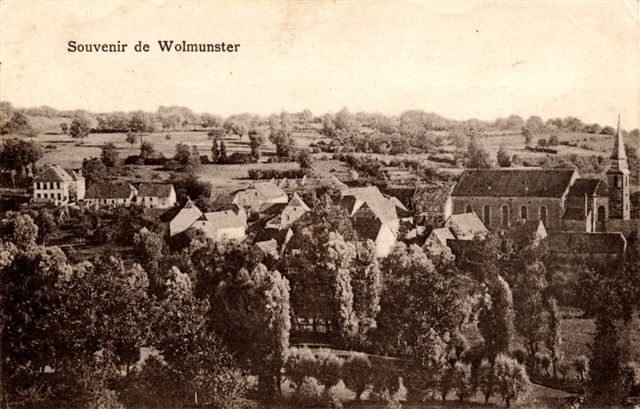
Vue du village avant la guerre.

Pendant quelques années, le village possède une fabrique d'alun, de couperose, de rouge de Prusse et de vitriol de Salzbourg, créée en 1822 par monsieur Bouvier du Molart, à partir de mines locales. Quant à ses carrières de plâtre, elles sont alors les plus réputées de la région pour la construction de plafonds.
Le village a été détruit à 95 % lors de la Seconde Guerre mondiale, une grande partie de la population étant réfugiée à Sigogne, village de Charente avec lequel Volmunster est jumelé aujourd'hui.

### Cultes
Au point de vue spirituel, le village est jusqu'à la Révolution à la tête d'une vaste paroisse de l'archiprêtré de Hornbach, avec sept succursales. Il est ensuite érigé en chef-lieu d'archiprêtré en 1802 avec Eschviller, Weiskirch, Nousseviller et Dollenbach comme annexes. Depuis le début du XIIIe siècle, l'abbaye d'Herbitzheim, en Alsace bossue, a le droit de patronage de la paroisse puis, lors de sa suppression en 1554, celui-ci passe au seigneur de Bitche.
L'église paroissiale Saint-Pierre, rebâtie en 1816 puis en 1854, est très endommagée durant la Seconde Guerre mondiale et entièrement reconstruite de 1957 à 1960 sur des plans de Roger Sarrailh, architecte à Bitche.

## Politique et administration

### Budget et fiscalité 2023
En 2023, le budget de la commune était constitué ainsi :
- total des produits de fonctionnement : 691 000 €, soit 876 € par habitant ;
- total des charges de fonctionnement : 600 000 €, soit 762 € par habitant ;
- total des ressources d'investissement : 160 000 €, soit 203 € par habitant ;
- total des emplois d'investissement : 174 000 €, soit 221 € par habitant ;
- endettement : 474 000 €, soit 602 € par habitant.

Avec les taux de fiscalité suivants :
- taxe d'habitation : 12,39 % ;
- taxe foncière sur les propriétés bâties : 30,02 % ;
- taxe foncière sur les propriétés non bâties : 58,34 % ;
- taxe additionnelle à la taxe foncière sur les propriétés non bâties : 0,00 % ;
- cotisation foncière des entreprises : 0,00 %.

Chiffres clés Revenus et pauvreté des ménages en 2021 : médiane en 2021 du revenu disponible, par unité de consommation : 23 100 €.

### Liste des maires
Du point de vue administratif, le village est chef-lieu de canton entre 1790 et 2015, avec comme annexes les éphémères communes d'Eschviller et de Weiskirch depuis 1813.

## Population et société

### Démographie

#### Évolution démographique
L'évolution du nombre d'habitants est connue à travers les recensements de la population effectués dans la commune depuis 1793. Pour les communes de moins de 10 000 habitants, une enquête de recensement portant sur toute la population est réalisée tous les cinq ans, les populations de référence des années intermédiaires étant quant à elles estimées par interpolation ou extrapolation. Pour la commune, le premier recensement exhaustif entrant dans le cadre du nouveau dispositif a été réalisé en 2007.

En 2022, la commune comptait 774 habitants, en évolution de −3,49 % par rapport à 2016 (Moselle : +0,52 %, France hors Mayotte : +2,11 %).
| 1793 | 1800 | 1806 | 1821  | 1836  | 1841  | 1861  | 1866  | 1871  |
| ---- | ---- | ---- | ----- | ----- | ----- | ----- | ----- | ----- |
| 559  | 513  | 533  | 1 400 | 1 237 | 1 227 | 1 089 | 1 125 | 1 064 |

| 1875 | 1880 | 1885 | 1890 | 1895 | 1900 | 1905 | 1910 | 1921 |
| ---- | ---- | ---- | ---- | ---- | ---- | ---- | ---- | ---- |
| 988  | 987  | 914  | 858  | 869  | 914  | 951  | 931  | 908  |

| 1926 | 1931 | 1936 | 1946 | 1954 | 1962 | 1968 | 1975 | 1982 |
| ---- | ---- | ---- | ---- | ---- | ---- | ---- | ---- | ---- |
| 894  | 927  | 975  | 357  | 736  | 706  | 718  | 720  | 813  |

| 1990 | 1999 | 2006 | 2007 | 2012 | 2017 | 2022 | - | - |
| ---- | ---- | ---- | ---- | ---- | ---- | ---- | - | - |
| 810  | 896  | 868  | 864  | 844  | 793  | 774  | - | - |

La population est restée relativement stable depuis le début du XIXe siècle, si l'on excepte une chute démographique au lendemain de la Seconde Guerre mondiale, qui a anéanti le bourg et tout son patrimoine ancien. Elle passe de 903 habitants en 1801 à 1 235 en 1851 (avec ses annexes) et en compte encore 914 en 1900 et 813 au recensement de 1982.

## Économie

### Entreprises et commerces

#### Agriculture
- Élevage de chevaux et d'autres équidés.
- Élevage de vaches laitières.
- Culture et élevage associés.

#### Tourisme
- Hébergements et restauration à Volmunster, Hottviller, Schorbach, Petit-Réderching, Bousseviller, Bitche.

#### Commerces
- Commerces et services de proximité[38].

## Culture locale et patrimoine

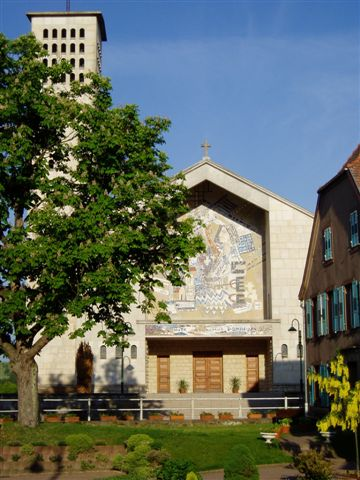
Vue extérieure de l'église Saint-Pierre.
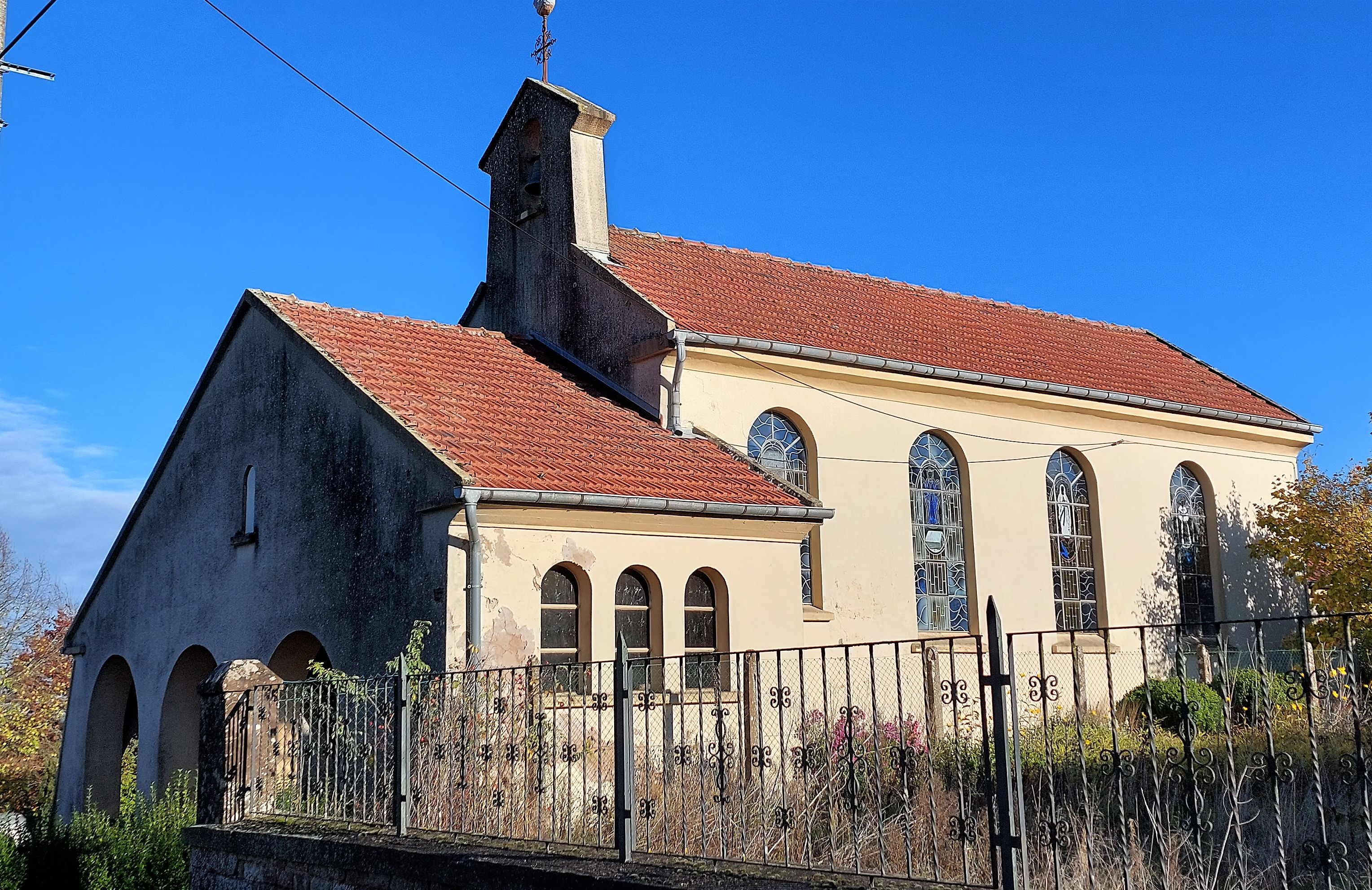
Chapelle de la présentation de la vierge.
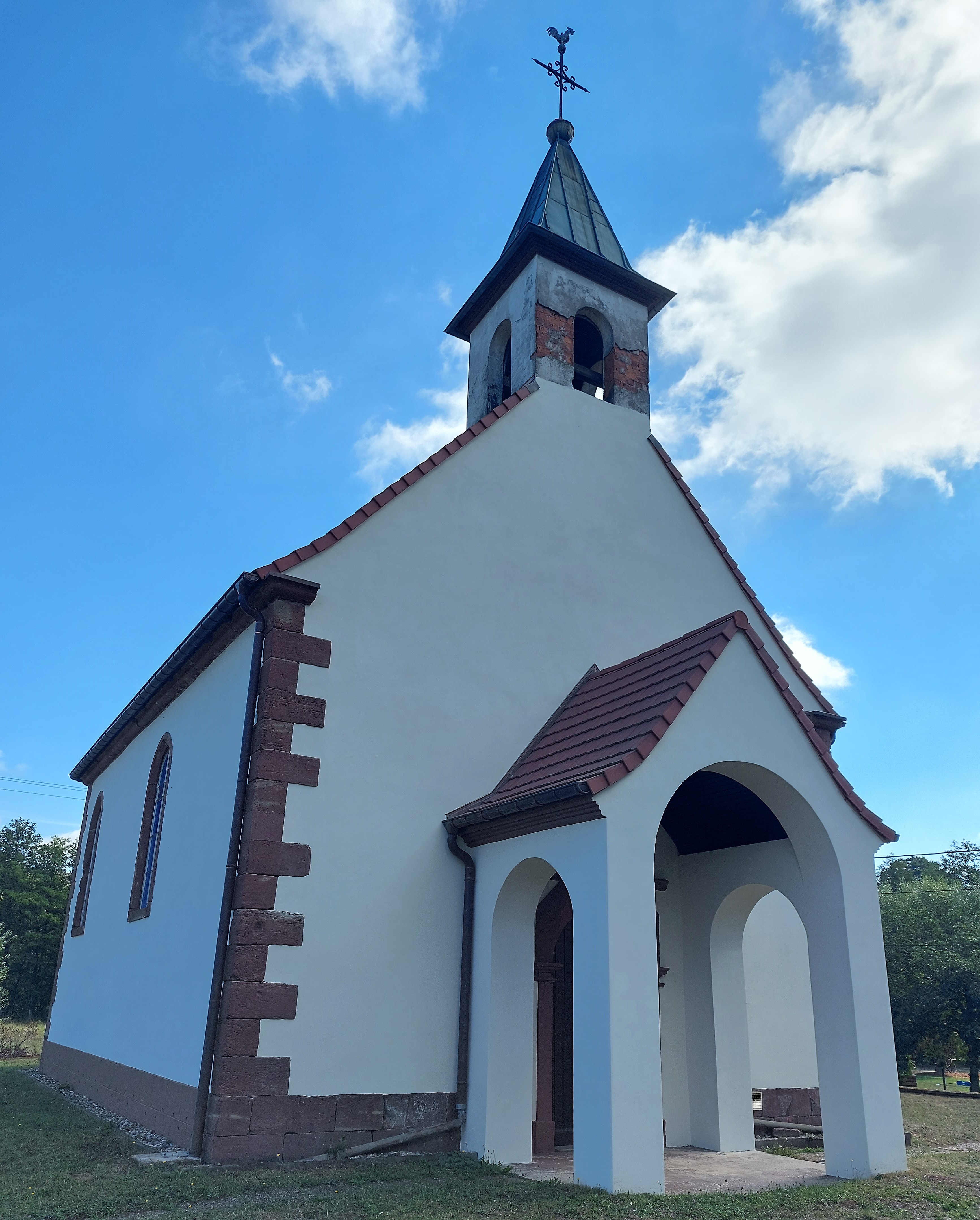
Chapelle de la Visitation.
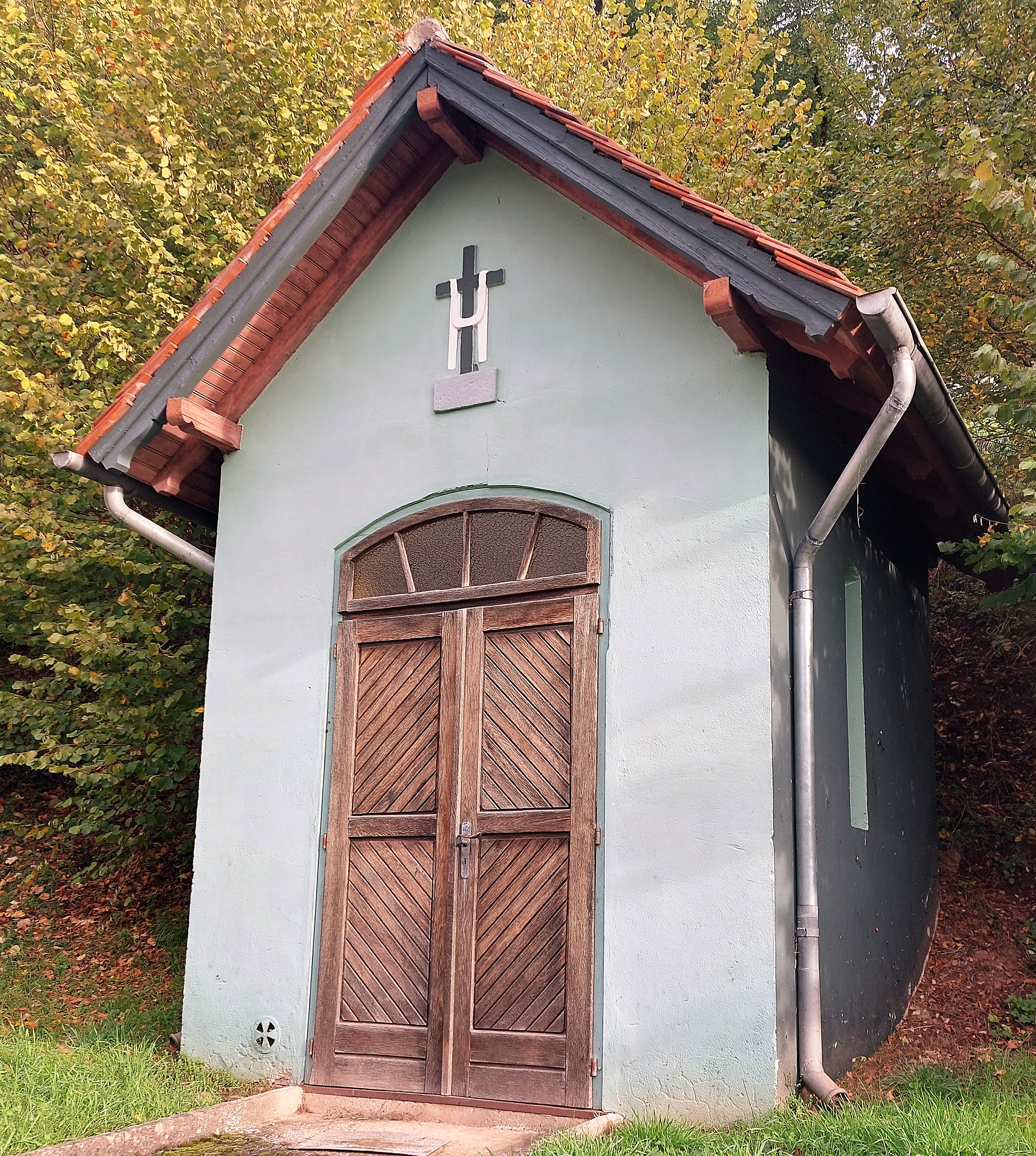
Chapelle route de Bitche.
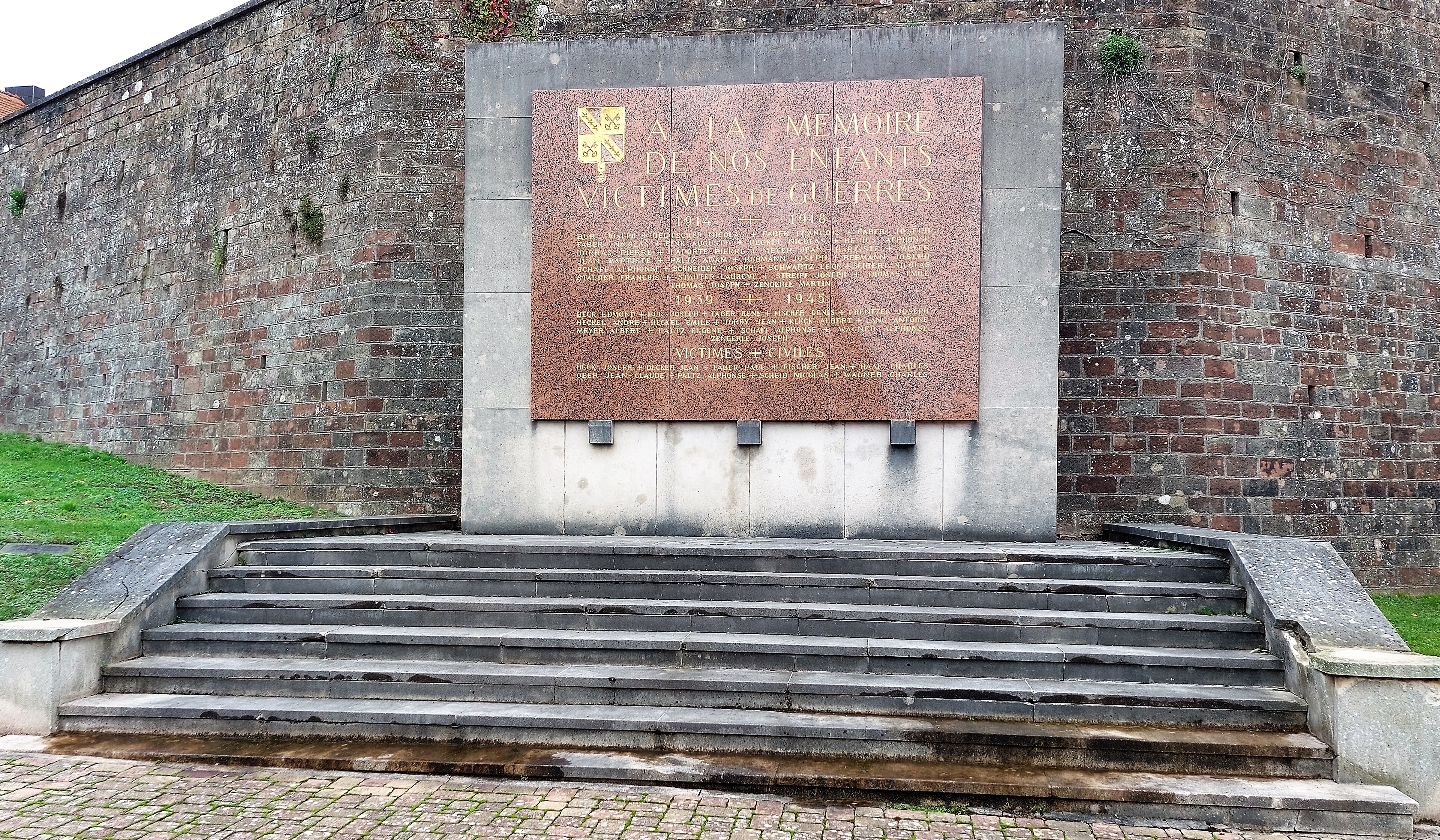
Monument aux morts.
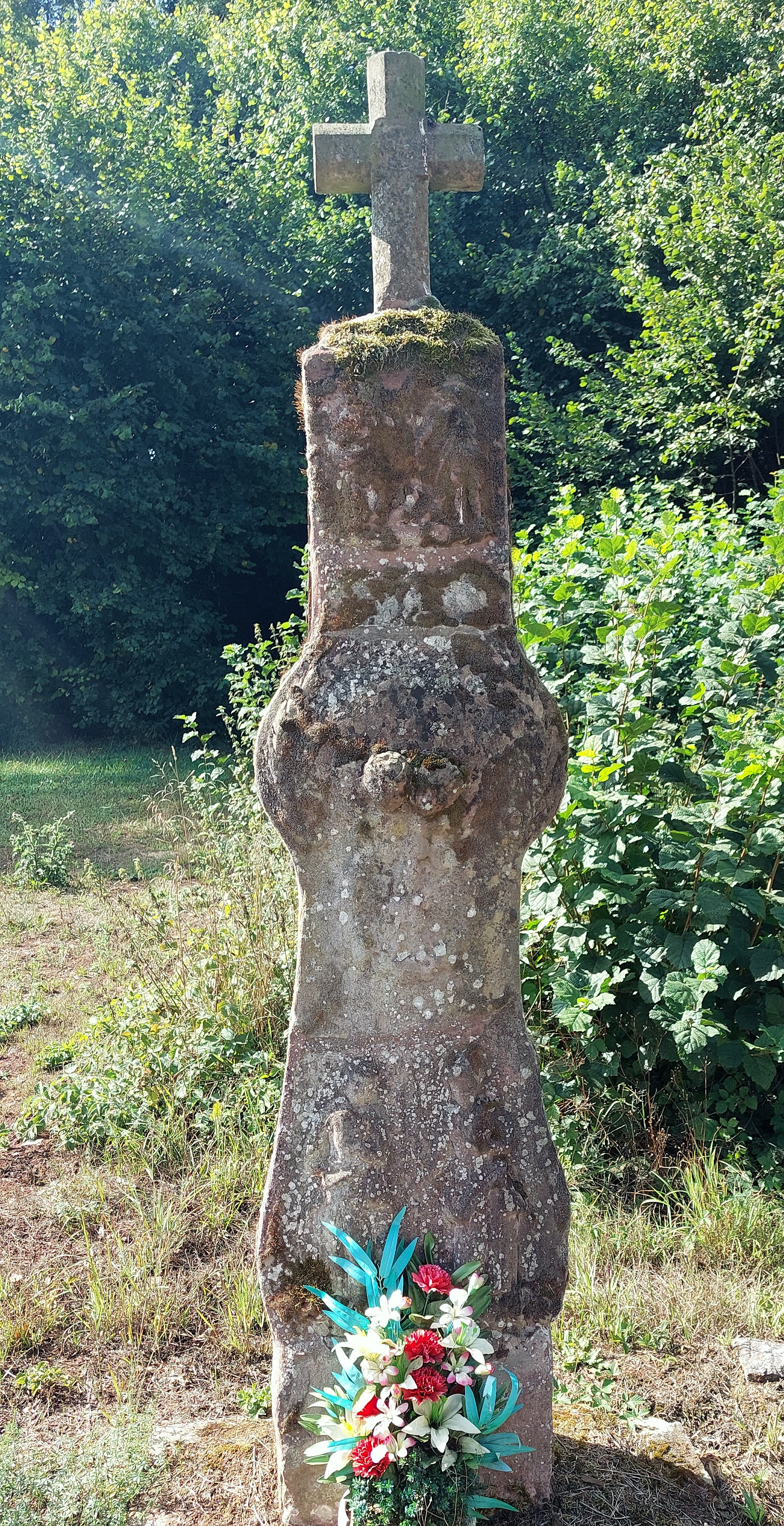
Croix de chemin.
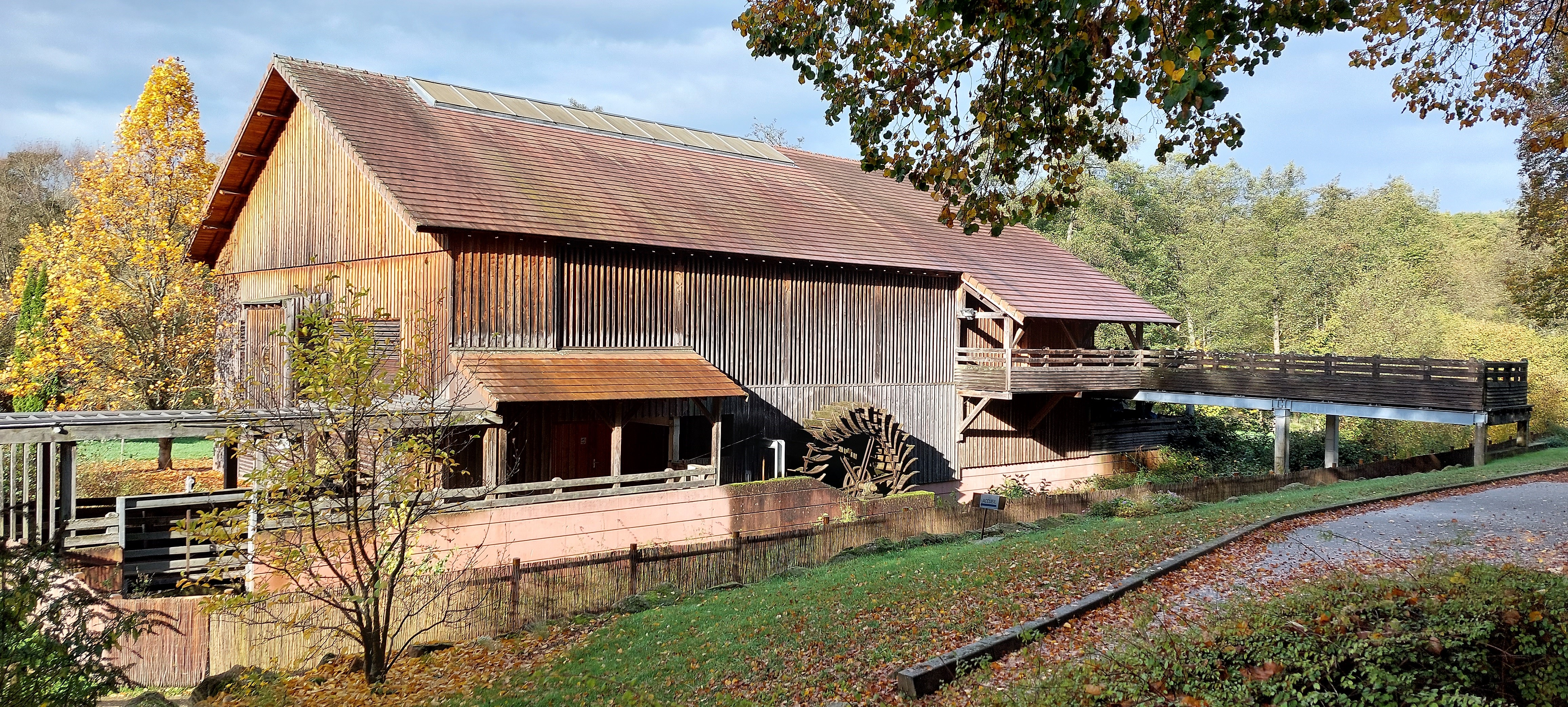
Moulin d'Eschviller.

### Lieux et monuments
- Château à Eschviller[39] : jusqu'au XVIIIe siècle existait au nord du village, au lieu-dit Burg, un château fort. Tombé en ruines, il servit sans doute à la reconstruction du château au milieu du village, vers la fin du XVIIIe siècle, pour Louis de Vitzhum d'Egersberg, seigneur de Lembach et d'Eschviller. Endommagé pendant la guerre de 1939-1945, il fut détruit en 1958, ses propriétaires d'alors n'ayant pu s'entendre pour le partage et le M.R.U. ayant obligé sa démolition[40].
- Château construit sans doute dans la 1re moitié du XVIIIe siècle pour la famille Seeholtz[41].
- Le site du moulin d'Eschviller et ses expositions.

#### Édifices religieux
- L'église Saint-Pierre[42], reconstruite après la guerre.

Orgue Willy Meurer (1962).
- Un relief sculpté, posé dans l'oratoire situé au lieu-dit Bildergarten (l'enclos aux images), rue de Bitche[44], date de la fin du XVIIIe siècle ou du début du XIXe siècle. Reprenant le double thème de la Vierge de Pitié et de la Vierge des sept douleurs rassemblés dans une même figure, comme sur les croix de Rimling (Imwiese) ou de Rohrbach (rue de la Libération), il l'associe à la représentation des cinq plaies du Christ. Une longue inscription d'inspiration poétique rédigée en allemand témoigne de la foi populaire dans la région. Elle invite à vénérer les plaies du Christ, à participer aux souffrances de la Sainte Vierge et à se repentir.
- Chapelle de la-Présentation-de la-Vierge[45] à Eschviller, construite aux frais des habitants du village vers la fin du XVIe siècle ou au début du XVIIe siècle. Au moment de la construction du château pour le baron de Vitzhum vers la fin du XVIIIe siècle, elle aurait été englobée dans celui-ci et serait devenue chapelle castrale. Vendue à plusieurs reprises entre 1855 et 1873, en même temps que le château, elle fut finalement détruite et reconstruite. Endommagée pendant la guerre de 1939-1945, elle a été restaurée en 1959[46].
- Chapelle de la Visitation[47] à Weiskirch, construite en 1738 aux frais d'Evrard de Blois, seigneur du fief de Weiskirch, et de son épouse Marie-Elisabeth Muller. Reconstruite en 1785 et bénite en 1789, restaurée après la guerre de 1939-1945 : réfection du campanile, adjonction d'un porche hors-œuvre sur la façade occidentale et d'une sacristie.
- Croix de chemin[48],[49], Croix monumentales[50],[51],[52],[53],[54], Calvaire[55], Oratoires[56].
- Monument aux morts : Conflits commémorés : Guerres 1914-1918 - 1939-1945[57], et commémorant les morts à la guerre de Crimée[58].
- Le moulin d'Eschviller[59], écart de la commune de Volmunster.

### Personnalités liées à la commune
- Jacques de Besson d'Ormeschwiller (1738-1814), général des armées de la République, né à Volmunster.
- Émile Gentil.
- Adolphe Yvon né à Eschviller.

### Héraldique
| Blason de Volmunster | Blason  | Écartelé aux 1 et 4 d'or à la bande de gueules chargée de trois alérions d'argent et aux 2 et 3 de gueules à deux clefs d'or posées en sautoir. |
| Blason de Volmunster | Détails | Adopté le 12 février 1949. |